# Lillian Gjerulf Kretz
Lillian Frausing Gjerulf Kretz (født 15. april 1974 – opvokset i Ebeltoft) er en dansk journalist, forfatter, moderator og tidligere vært på DRs TV Avisen samt 21 Søndag. I dag er hun USA-korrespondent for DR Nyheder. Som journalist har hun arbejdet som reporter på TV Avisen og Deadline og har rapporteret fra brændpunkter som Afghanistan, Afrika og Libanon. Hun har været vært på flere store begivenheder som folketingsvalg og Året der gik, og i 2009 rapporterede hun sammen med en medvært, at Rio de Janeiro blev OL-by i 2016.
Hun har tilrettelagt dokumentarprogrammer til både radio og tv og dækket nationale og internationale begivenheder som f.eks. indsættelsen af den amerikanske præsident. I 2005 var hun medtilrettelægger på DRs store internationale interview-serie, ”De skrev Historie” med ti verdensledere i den varme stol. I 2007 var hun vært i den hidtil mest succesrige udgave af Sporløs. Samme år blev hun vært på TV Avisen.

## Privat
Lillian Gjerulf Kretz blev i december 2008 gift med DR-kollegaen, korrespondent Steffen Kretz på tropeøen Mauritius.
Pr.  2016 har hun 2 børn.

## Forfatter til bøgerne
- "Et kongeligt bryllup" − 2005
- "Powerqvinder" − 2006
- "Powermænd" − 2007